# Список министров транспорта СССР и России

## Транспортные министерства СССР

### Народный комиссариат водного транспорта СССР
Образован 30 января 1931 года выделением речного и морского транспорта и их хозяйств из Наркомата путей сообщения СССР.
| Имя                                   | Дата вступления в должность | Дата снятия с должности |
| ------------------------------------- | --------------------------- | ----------------------- |
| Янсон, Николай Михайлович (1882—1938) | 30 января 1931              | 13 марта 1934           |
| Пахомов, Николай Иванович (1890—1938) | 13 марта 1934               | 8 апреля 1938           |
| Ежов, Николай Иванович (1895—1940)    | 8 апреля 1938               | 9 апреля 1939           |

9 апреля 1939 года разделён на — Наркомат морского флота СССР и Наркомат речного флота СССР.

### Народный комиссариат морского флота СССР
Образован 9 апреля 1939 года при разделении Наркомата водного транспорта СССР.
| Имя                                     | Дата вступления в должность | Дата снятия с должности |
| --------------------------------------- | --------------------------- | ----------------------- |
| Дукельский, Семён Семёнович (1892—1960) | 9 апреля 1939               | 8 февраля 1942          |
| Ширшов, Пётр Петрович (1905—1953)       | 8 февраля 1942              | 15 марта 1946           |

15 марта 1946 года преобразован в одноимённое министерство.

### Народный комиссариат речного флота СССР
Образован 9 апреля 1939 года при разделении Наркомата водного транспорта СССР.
| Имя                                   | Дата вступления в должность | Дата снятия с должности |
| ------------------------------------- | --------------------------- | ----------------------- |
| Шашков, Зосима Алексеевич (1905—1984) | 9 апреля 1939               | 15 марта 1946           |

15 марта 1946 года преобразован в одноимённое министерство.

### Министерство морского флота СССР
Образовано 15 марта 1946 года из одноимённого наркомата.
| Имя                                            | Дата вступления в должность         | Дата снятия с должности       |
| ---------------------------------------------- | ----------------------------------- | ----------------------------- |
| Ширшов, Пётр Петрович (1905—1953)              | 19 марта 1946                       | 30 марта 1948                 |
| Афанасьев, Александр Александрович (1903—1991) | 30 марта 1948                       | 26 апреля 1948                |
| Новиков, Николай Васильевич (1909—1971)        | и. о.26 апреля 1948 23 октября 1948 | 23 октября 1948 15 марта 1953 |

15 марта 1953 года объединено с Министерством речного флота СССР в одно — Министерство морского и речного флота СССР.
Вновь образовано 25 августа 1954 года при разделении Министерства морского и речного флота СССР.
| Имя                                    | Дата вступления в должность           | Дата снятия с должности        |
| -------------------------------------- | ------------------------------------- | ------------------------------ |
| Бакаев, Виктор Георгиевич (1902—1987)  | 28 августа 1954                       | 14 января 1970                 |
| Гуженко, Тимофей Борисович (1918—2008) | 14 января 1970                        | 27 сентября 1986               |
| Вольмер, Юрий Михайлович (род. 1933)   | 24 октября 1986 и. о. 28 августа 1991 | 28 августа 1991 26 ноября 1991 |

Ликвидировано 26 декабря 1991 года в связи с прекращением существования СССР.

### Министерство речного флота СССР
Образовано 15 марта 1946 года из одноимённого наркомата.
| Имя                                   | Дата вступления в должность | Дата снятия с должности |
| ------------------------------------- | --------------------------- | ----------------------- |
| Шашков, Зосима Алексеевич (1905—1984) | 19 марта 1946               | 15 марта 1953           |

15 марта 1953 года объединено с Министерством морского флота СССР в одно — Министерство морского и речного флота СССР.
Вновь образовано 25 августа 1954 года при разделении Министерства морского и речного флота СССР.
| Имя                                   | Дата вступления в должность | Дата снятия с должности |
| ------------------------------------- | --------------------------- | ----------------------- |
| Шашков, Зосима Алексеевич (1905—1984) | 28 августа 1954             | 31 мая 1956             |

Упразднено 31 мая 1956 года.

### Министерство морского и речного флота СССР
Образовано 15 марта 1953 года при объединении Министерства морского флота СССР, Министерства речного флота СССР и Главного управления Северного морского пути при СМ СССР.
| Имя                                   | Дата вступления в должность | Дата снятия с должности |
| ------------------------------------- | --------------------------- | ----------------------- |
| Шашков, Зосима Алексеевич (1905—1984) | 15 марта 1953               | 25 августа 1954         |

25 августа 1954 года разделено на Министерство морского флота СССР и Министерство речного флота СССР.

### Министерство автомобильного транспорта СССР
Образовано Указом Президиума Верховного Совета СССР от 3 ноября 1952 года.
| Имя                                      | Дата вступления в должность | Дата снятия с должности |
| ---------------------------------------- | --------------------------- | ----------------------- |
| Куршев, Александр Николаевич (1902—1974) | 3 ноября 1952               | 15 марта 1953           |

15 марта 1953 года упразднено с передачей его функций Министерству путей сообщения СССР.

### Министерство автомобильного транспорта и шоссейных дорог СССР
Образовано 26 августа 1953 года.
| Имя                                  | Дата вступления в должность | Дата снятия с должности |
| ------------------------------------ | --------------------------- | ----------------------- |
| Лихачёв, Иван Алексеевич (1896—1956) | 26 августа 1953             | 31 мая 1956             |

31 мая 1956 года упразднено.

### Министерство гражданской авиации СССР
Образовано 27 июля 1964 года на базе Главного управления гражданского воздушного флота при СМ СССР.
| Имя                                     | Дата вступления в должность          | Дата снятия с должности        |
| --------------------------------------- | ------------------------------------ | ------------------------------ |
| Логинов, Евгений Фёдорович (1907—1970)  | 25 августа 1964                      | 15 мая 1970                    |
| Бугаев, Борис Павлович (1923—2007)      | 15 мая 1970                          | 4 мая 1987                     |
| Волков, Александр Никитович (1929—2005) | 4 мая 1987                           | 29 марта 1990                  |
| Панюков, Борис Егорович (1930—2012)     | 18 апреля 1990 и. о. 28 августа 1991 | 28 августа 1991 26 ноября 1991 |

10 апреля 1992 года ликвидировано в связи прекращением существования СССР.

## Транспортные министерства РСФСР

### Народный комиссариат автомобильного транспорта РСФСР
29 мая 1939 года принят Закон СССР об образовании в союзных республиках народных комиссариатов автомобильного транспорта. Наркомат автомобильного транспорта РСФСР образован 28 июня 1939 года постановлением Президиума Верховного Совета РСФСР.
| Имя                                      | Дата вступления в должность | Дата снятия с должности |
| ---------------------------------------- | --------------------------- | ----------------------- |
| Борейко, Виктор Игнатьевич (1903—1992)   | 21 июля 1939                | 19 августа 1940         |
| Куршев, Александр Николаевич (1902—1974) | 24 января 1941              | 23 марта 1946           |

23 марта 1946 года преобразован в одноимённое министерство.

### Министерство автомобильного транспорта РСФСР
Образовано 23 марта 1946 года из одноимённого наркомата.
| Имя                                      | Дата вступления в должность | Дата снятия с должности |
| ---------------------------------------- | --------------------------- | ----------------------- |
| Куршев, Александр Николаевич (1902—1974) | 23 марта 1946               | 3 ноября 1952           |

3 ноября 1952 года преобразовано в союзно-республиканское Министерство автомобильного транспорта СССР.
Вновь образовано 29 ноября 1952 года.
| Имя                                       | Дата вступления в должность | Дата снятия с должности |
| ----------------------------------------- | --------------------------- | ----------------------- |
| Чубаров, Борис Константинович (1904—1995) | 29 ноября 1952              | 11 мая 1953             |

В апреле 1953 года ликвидировано.
В третий раз образовано постановлением Совета Министров РСФСР от 23 июля 1969 года № 436 при разделении Министерства автомобильного транспорта и шоссейных дорог РСФСР.
| Имя                                      | Дата вступления в должность | Дата снятия с должности |
| ---------------------------------------- | --------------------------- | ----------------------- |
| Трубицын, Евгений Георгиевич (1911—1986) | 2 июля 1969                 | 30 ноября 1983          |
| Сухин, Юрий Сергеевич (род. 1930)        | 30 ноября 1983              | 14 июля 1990            |

Упразднено в соответствии с Законом РСФСР от 14 июля 1990 г. «О республиканских министерствах и государственных комитетах РСФСР», его функции переданы новообразованным Министерству транспорта РСФСР и Российскому государственному автотранспортному концерну (Росавтотранс).

### Министерство дорожного и транспортного хозяйства РСФСР
Образовано 11 мая 1953 года.
| Имя                                       | Дата вступления в должность | Дата снятия с должности |
| ----------------------------------------- | --------------------------- | ----------------------- |
| Чубаров, Борис Константинович (1904—1995) | 11 мая 1953                 | 12 апреля 1954          |

12 апреля 1954 года преобразовано в Министерство автомобильного транспорта и шоссейных дорог РСФСР.

### Министерство автомобильного транспорта и шоссейных дорог РСФСР
Образовано 12 апреля 1954 года на базе Министерства дорожного и транспортного хозяйства РСФСР.
| Имя                                       | Дата вступления в должность | Дата снятия с должности |
| ----------------------------------------- | --------------------------- | ----------------------- |
| Чубаров, Борис Константинович (1904—1995) | 12 апреля 1954              | 18 января 1955          |
| Куршев, Александр Николаевич (1902—1974)  | 18 января 1955              | 11 июня 1956            |
| Лихачёв, Иван Алексеевич (1896—1956)      | 11 июня 1956                | 24 июня 1956            |
| Калабухов, Фёдор Васильевич (1909—1969)   | 3 октября 1956              | 12 апреля 1967          |
| Трубицын, Евгений Георгиевич (1911—1986)  | 12 апреля 1967              | 19 июля 1969            |

23 июня 1969 года разделено на Министерство автомобильного транспорта РСФСР и Министерство автомобильных дорог РСФСР.

### Министерство автомобильных дорог РСФСР
Образовано постановлением Совета Министров РСФСР от 23 июля 1969 года № 436 при разделении Министерства автомобильного транспорта и шоссейных дорог РСФСР.
| Имя                                         | Дата вступления в должность        | Дата снятия с должности   |
| ------------------------------------------- | ---------------------------------- | ------------------------- |
| Николаев, Алексей Александрович (1914—1987) | 23 июля 1969                       | 22 октября 1985           |
| Брухнов, Валентин Андреевич (1930—1995)     | 22 октября 1985 и. о. 15 июня 1990 | 15 июня 1990 14 июля 1990 |

Упразднено согласно Закону РСФСР от 14 июля 1990 года. На базе бывшего министерства создан Российский государственный концерн по проектированию, реконструкции, ремонту и содержанию магистрально-автомобильных дорог («Росавтодор»).

### Министерство речного флота РСФСР
Образовано 6 июня 1956 года.
| Имя                                   | Дата вступления в должность     | Дата снятия с должности   |
| ------------------------------------- | ------------------------------- | ------------------------- |
| Шашков, Зосима Алексеевич (1905—1984) | 6 июня 1956                     | 22 октября 1960           |
| Кучкин, Сергей Андреевич (1910—1981)  | 22 октября 1960                 | 13 июля 1978              |
| Багров, Леонид Васильевич (1931—2021) | 13 июля 1978 и. о. 15 июня 1990 | 15 июня 1990 14 июля 1990 |

Упразднено 14 июля 1990 года.

### Министерство транспорта РСФСР
Образовано 26 июля 1990 года из Министерства автомобильного транспорта РСФСР.
| Имя                                   | Дата вступления в должность | Дата снятия с должности |
| ------------------------------------- | --------------------------- | ----------------------- |
| Ефимов, Виталий Борисович (род. 1940) | 8 сентября 1990             | 25 декабря 1991         |

25 декабря 1991 года Верховный Совет РСФСР принял закон о переименовании РСФСР в Российскую Федерацию (РФ). 21 апреля 1992 года Съезд народных депутатов РСФСР внес соответствующие изменения в Конституцию РСФСР, которые вступили в силу 16 мая 1992 года.

## Министерство транспорта Российской Федерации

### Министерство транспорта Российской Федерации
| Имя                                   | Дата вступления в должность | Дата снятия с должности |
| ------------------------------------- | --------------------------- | ----------------------- |
| Ефимов, Виталий Борисович (род. 1940) | 25 декабря 1991             | 10 января 1996          |
| Цах, Николай Петрович (род. 1939)     | 12 января 1996              | 28 февраля 1998         |
| Франк, Сергей Оттович (род. 1960)     | 28 февраля 1998             | 9 марта 2004            |

9 марта 2004 года объединено с Министерством путей сообщения Российской Федерации и Министерством Российской Федерации по связи и информатизации в одно — Министерство транспорта и связи Российской Федерации.

### Министерство транспорта и связи Российской Федерации
Образовано 9 марта 2004 года при объединении Министерства путей сообщения Российской Федерации, Министерства Российской Федерации по связи и информатизации и Министерства транспорта Российской Федерации (Указ Президента Российской Федерации от 9 марта 2004 № 314).
| Имя                                   | Дата вступления в должность | Дата снятия с должности |
| ------------------------------------- | --------------------------- | ----------------------- |
| Левитин, Игорь Евгеньевич (род. 1952) | 9 марта 2004                | 20 мая 2004             |

20 мая 2004 года разделено на Министерство транспорта Российской Федерации и Министерство информационных технологий и связи Российской Федерации.

### Министерство транспорта Российской Федерации
Образовано 20 мая 2004 года при разделении Министерства транспорта и связи Российской Федерации (Указ Президента Российской Федерации от 20 мая 2004 года № 649).
| Имя                                       | Дата вступления в должность   | Дата снятия с должности     |
| ----------------------------------------- | ----------------------------- | --------------------------- |
| Левитин, Игорь Евгеньевич (род. 1952)     | 20 мая 2004                   | 21 мая 2012                 |
| Соколов, Максим Юрьевич (род. 1968)       | 21 мая 2012                   | 18 мая 2018                 |
| Дитрих, Евгений Иванович (род. 1973)      | 18 мая 2018                   | 9 ноября 2020               |
| Савельев, Виталий Геннадьевич (род. 1954) | 10 ноября 2020                | 14 мая 2024                 |
| Старовойт, Роман Владимирович (1972—2025) | 14 мая 2024                   | 7 июля 2025                 |
| Никитин, Андрей Сергеевич (род. 1979)     | и. о. 7 июля 2025 8 июля 2025 | 8 июля 2025 настоящее время |